# Omphale acuminativentris
Omphale acuminativentris är en stekelart som först beskrevs av Girault 1917.  Omphale acuminativentris ingår i släktet Omphale och familjen finglanssteklar. Inga underarter finns listade i Catalogue of Life.